# Pragelpas
De Zwitserse Pragelpas vormt de verbinding tussen Riedern nabij de stad Glarus en het Muotatal in het kanton Schwyz.
De weg is tussen 1974 en 1976 aangelegd en daarmee behoort de Pragelpas tot de jongste Zwitserse paswegen. De weg is aan beide zijden van de pas vrij smal, en vooral aan de westelijke zijde ook vrij steil, met hellingen tot 18%. Vanuit het oosten is de pashoogte te bereiken via het Klöntal, waarin de voor het toerisme belangrijke Klöntalsee ligt.
Het grazige bergzadel van de Pragelpas vormt het laagste punt tussen de beboste berghellingen van de Mieserenstock (2199 m) en Silberen (2319 m). Gedurende het weekeinde is de oostelijke zijde van de pas voor gewoon verkeer gesloten; de weg wordt dan druk bereden door wielrenners en mountainbikers. Vanuit Glarus is de Klöntalsee in het weekeinde wel bereikbaar.
Albrun · Albula · Alpe Gesero · Bernina · Brünig · Chasseral · Croix · Ferret · Flüela · Forclaz · Furka · Furggu · Gemmi · Glas · Glaubenberg ·  Glaubenbüelen · Gries · Grimsel · Grote Scheidegg · Grote St.-Bernhard · Gurnigel · Gueulaz · Jaun · Julier · Klausen · Kleine Scheidegg · Kunkel · Lenzerheidepas · Livigno · Lukmanier · Maloja · Moosalp · Morgins · Mosses · · Saanenmöser · Neggia · Nufenen · Oberalp · Ofen · Pillon · Planches · Pragel · San Bernardino · Sanetsch · Schallenberg · Simplon · Sint-Gotthard · Splügen · Susten · Umbrail · Vue des Alpes · Wolfgang